# 三升家小勝 (5代目)
五代目 三升家 小勝（みますや こかつ、1858年7月16日（安政5年6月6日） - 1939年（昭和14年）5月24日）は、明治・大正･昭和にかけて活躍した落語家。本名∶加藤 金之助。実子は三升家勝太郎。

## 経歴
江戸麻布の生まれ、父は元武士で「蓑守庵年雄」を名乗る俳人でもあった。幼いころに父が亡くなり、左官に奉公に出るが16歳だった1873年に、四代目翁家さん馬門下で翁家さん八と名乗ったが、同年にさん馬が亡くなったので五代目林家正蔵の一座に加わり、怪談噺の幽霊役をしながらして地方廻りをした。
東京に戻った後は三代目鈴々舎馬風門下に加わって風鏡を名乗り、後に初代蜃気楼龍玉門下に移った。
1876年に一時廃業して役者に転じ、中村梅三郎門下に入ってお女三（おめぞう）の名で女方の役者になるも、落語家時代同様に地方廻り中心で嫌気がさしたため、正蔵と再会後に落語家に戻り、その後禽語楼小さん門下で柳家小蝠、三代目春風亭柳朝門下で桃多楼團語を経て春風亭燕柳となった。その後また廃業して、妻の縁で工場の監督や品川天王の神主などを勤めているうちに、1900年にはパリ万国博覧会の芸者一座に世話役で渡仏までしている。肩書きは料理人だったという。
帰国後は再び落語家に復帰して三代目柳朝門下で燕柳に戻り、さらに1903年ころに春風亭柳條で真打昇進を果たした。1907年2月には5代目三升亭小勝を襲名。1918年ころに「三升亭」を「三升家」と変えた。
1926年には3代目柳家小さんの後任で東京落語協会3代目会長（現落語協会）に就任した。
1938年末に心臓病が悪化し荒川区日暮里の自宅で療養生活となった。1939年4月頃には快癒したことから、鈴本演芸場で全快祝いの披露を兼ねた高座を勤めたが再び病気が悪化。同年5月24日、自宅で死去した。享年82歳。

## 人物
辞世の歌は『永々とご贔屓様となりました。ちょいとこちらで代わり合います。』
大正から昭和かけて多くのSPレコードを残している。

## 演目
滑稽噺が得意で、独自の毒舌で売り出した。『素人鰛』『小粒』『立浪』『権助芝居』『片棒』『反魂香』『二十四孝』『三方一両損』『按摩小僧』や地噺の『三国誌』『熊坂』などを得意とした。噺にはよく『まったくの話が』という口癖がよく出た。

## 芸歴
- 1873年
  - 四代目翁家さん馬に入門、「さん八」と名乗る。
  - 師匠さん馬が死去したため五代目林家正蔵門下に移籍。
- 三代目鈴々舎馬風門下に移籍、「風鏡」を名乗る。
- 初代蜃気楼龍玉門下移籍。
- 1876年∶廃業、中村梅三郎門下で役者になる。
- 落語家に復帰。禽語楼小さん門下で「小蝠」を名乗る。
- 三代目春風亭柳朝門下に移籍、「桃多楼團語」を名乗る。
- 「燕柳」と改名。
- 再廃業。
- 落語家に再度復帰。三代目春風亭柳朝門下で再度「燕柳」を名乗る。
- 1903年∶真打昇進、「柳條」を襲名。
- 1907年2月∶「五代目三升亭小勝」を襲名。
- 1918年∶亭号を変え「五代目三升家小勝」を名乗る。
- 1926年∶東京落語協会三代目会長に就任。

## 弟子
- 四代目柳家つばめ - 一時期七代目朝寝坊むらく門下
- 六代目立川談志 - 一時期七代目朝寝坊むらく門下
- 三升家勝太郎 - 五代目小勝の実子、舞踊に転向
- 三升家志う雀
- 三升家勝好

### 移籍
- 三升家勝太郎 - 五代目柳亭左楽門下に移籍
- 三升家勝平